# Lonchocarpus orizabensis
Lonchocarpus orizabensis är en ärtväxtart som beskrevs av Cyrus Longworth Lundell. Lonchocarpus orizabensis ingår i släktet Lonchocarpus och familjen ärtväxter. Inga underarter finns listade i Catalogue of Life.